# Tapinillus purpuratus
Tapinillus purpuratus is een spinnensoort in de taxonomische indeling van de lynxspinnen (Oxyopidae).
Het dier behoort tot het geslacht Tapinillus. De wetenschappelijke naam van de soort werd voor het eerst geldig gepubliceerd in 1940 door Cândido Firmino de Mello-Leitão.